# Ai Yamamoto
Ai Yamamoto (江畑 幸子, Yamamoto Ai) (née Otomo le 24 mars 1982 à Sendai) est une ancienne joueuse de volley-ball japonaise. Elle mesure 1,84 m et jouait au poste de centrale. Elle a totalisé 96 sélections en équipe du Japon.

## Biographie
Avec l'équipe du Japon de volley-ball féminin, elle est médaillée de bronze olympique en 2012 à Londres.

## Clubs
| Club              | De        | À         |
| ----------------- | --------- | --------- |
| NEC Red Rockets   | 2000-2001 | 2005-2006 |
| Hisamitsu Springs | 2008-2009 | 2008-2009 |
| JT Marvelous      | 2009-2010 | 2012-2013 |

## Palmarès

### Équipe nationale
- Jeux olympiques
  -  2012 à Londres.
- Championnat du monde des moins de 18 ans
  - Vainqueur : 1999.
- Championnat d'Asie et d'Océanie des moins de 20 ans
  - Finaliste : 2000.

### Clubs
- Championnat du Japon
  - Vainqueur : 2003, 2004, 2011.
  - Finaliste : 2002, 2009, 2010.

### Distinctions individuelles
- Championnat d'Asie et d'Océanie de volley-ball féminin des moins de 20 ans 2000: Meilleure serveuse.